# Kayacıklar, Kepsut
Kayacıklar là một xã thuộc huyện Kepsut, tỉnh Balıkesir, Thổ Nhĩ Kỳ. Dân số thời điểm năm 2010 là 121 người.